# Branicki-Palast (Nowy Świat)

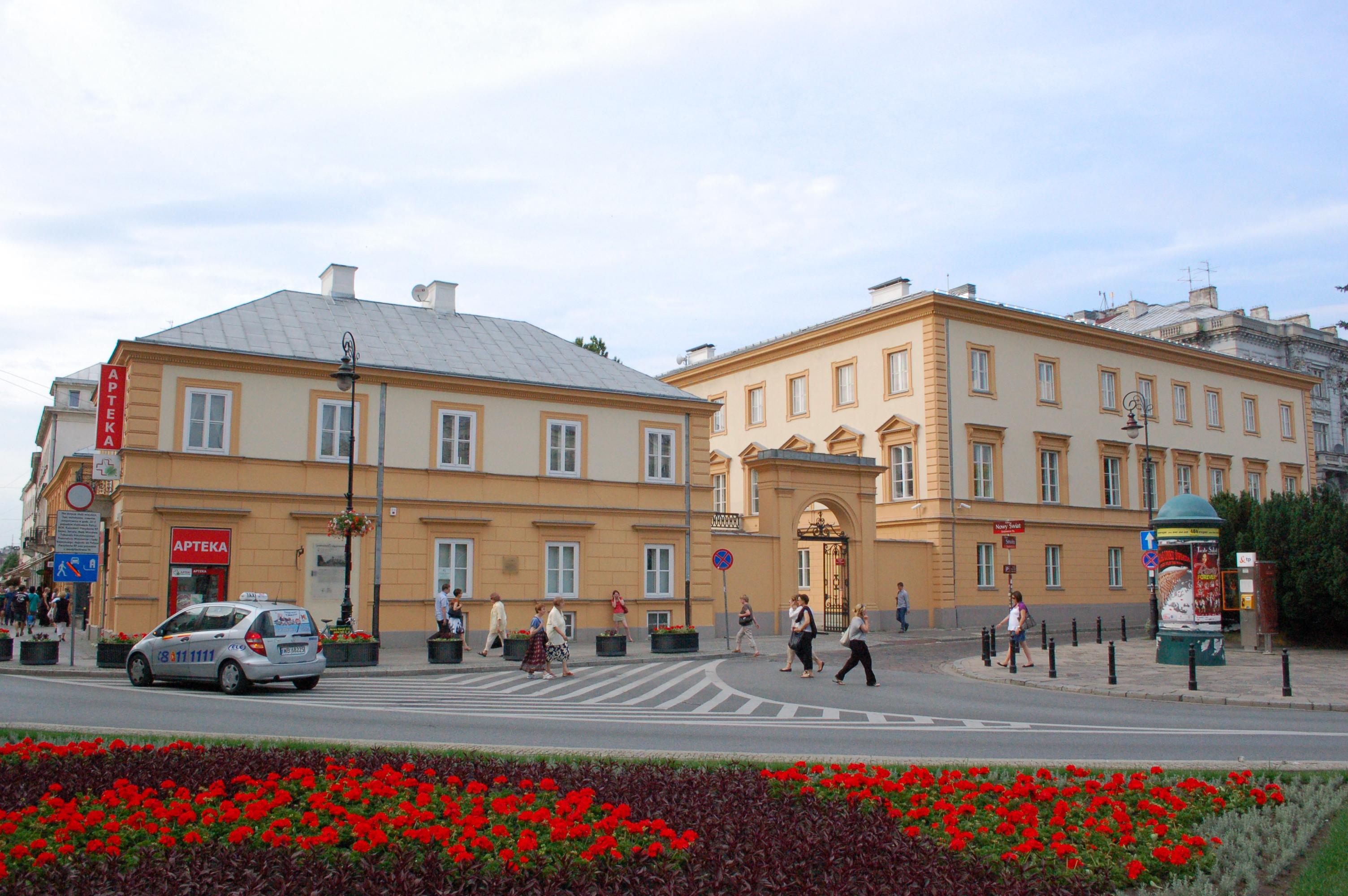
Blick vom Rondo de Gaulle auf das Ensemble, im Vordergrund die südlichen Offizine

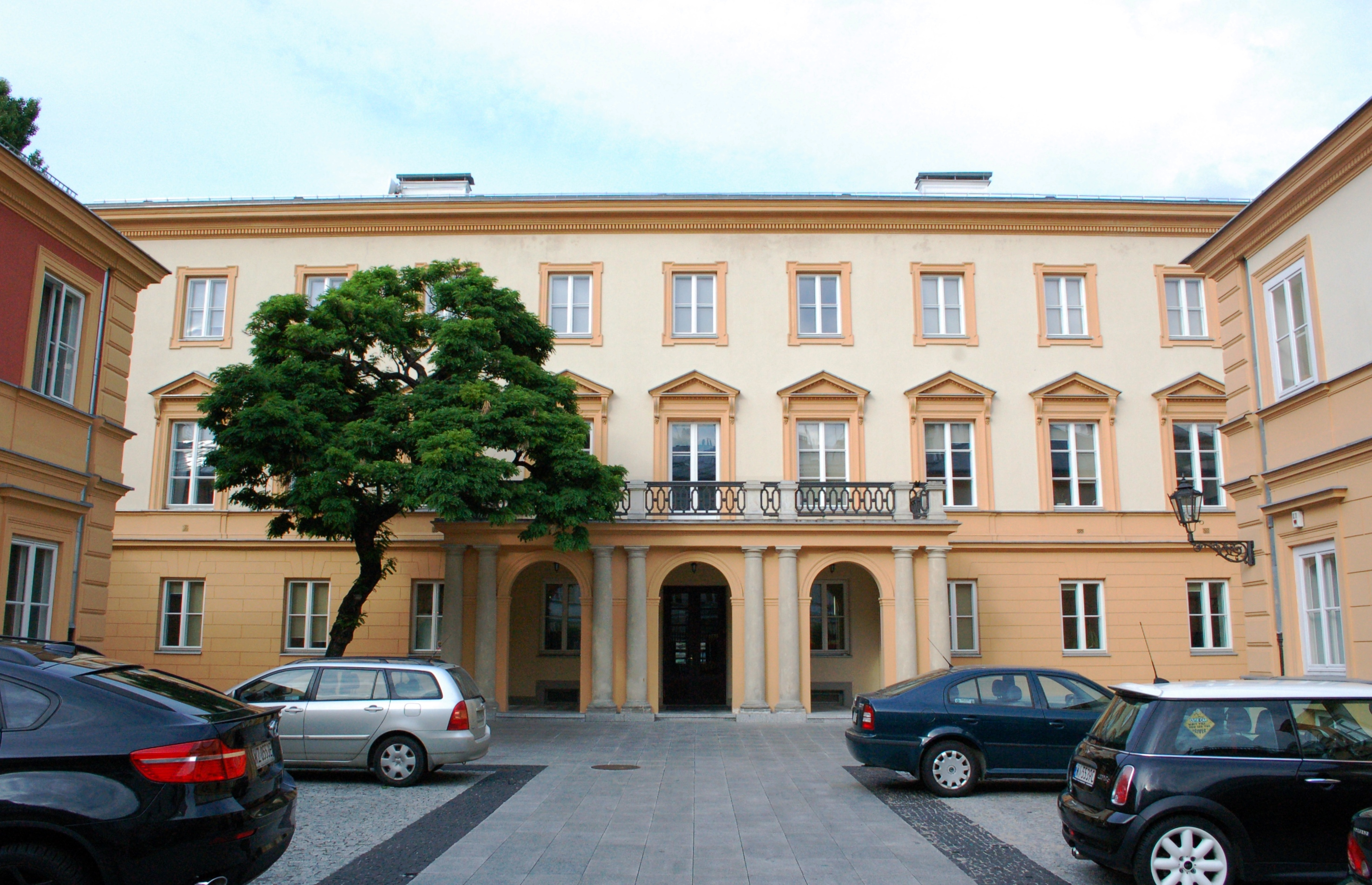
Der Ehrenhof des Palastes

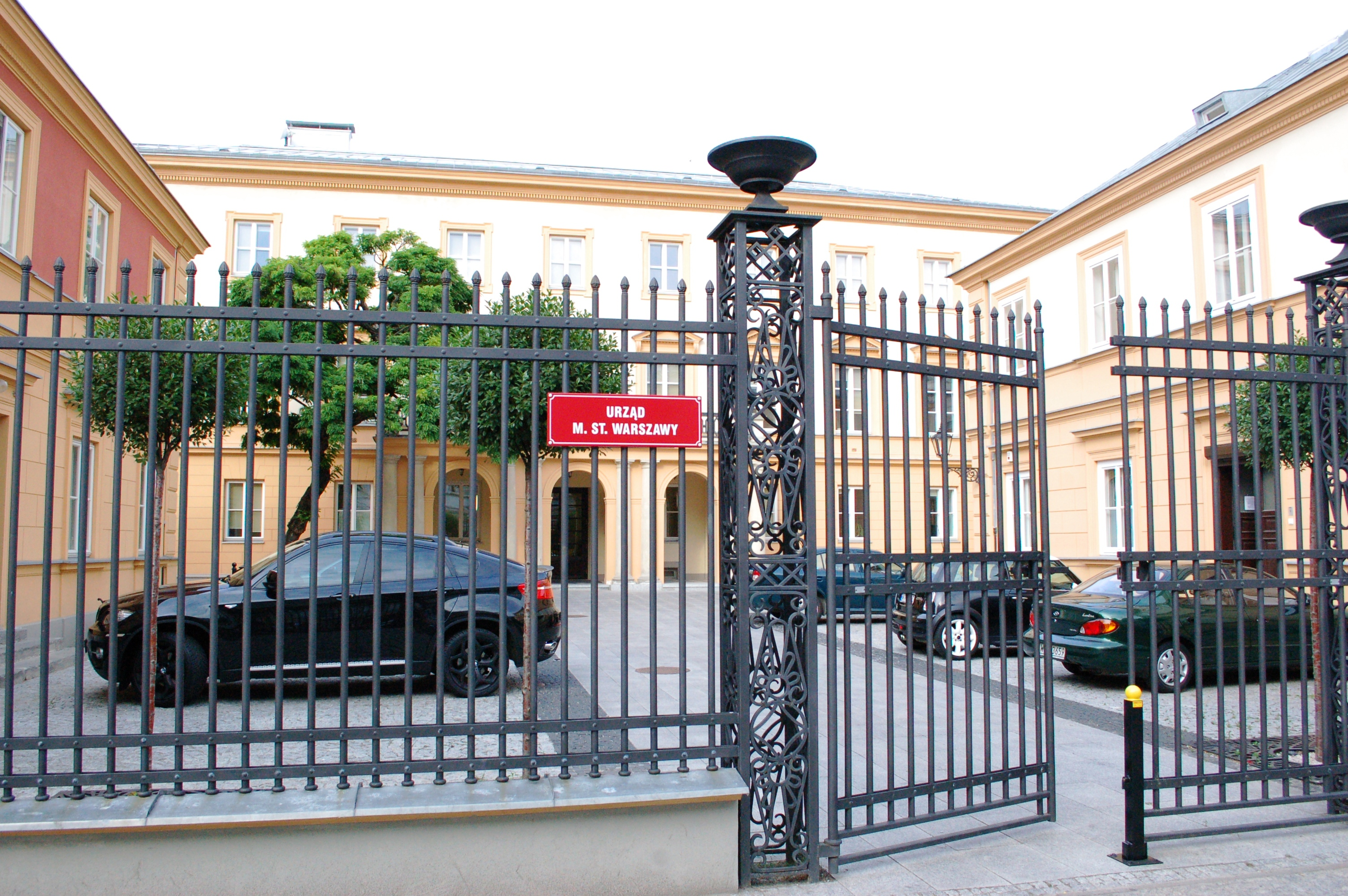
Blick von der Nowy Świat

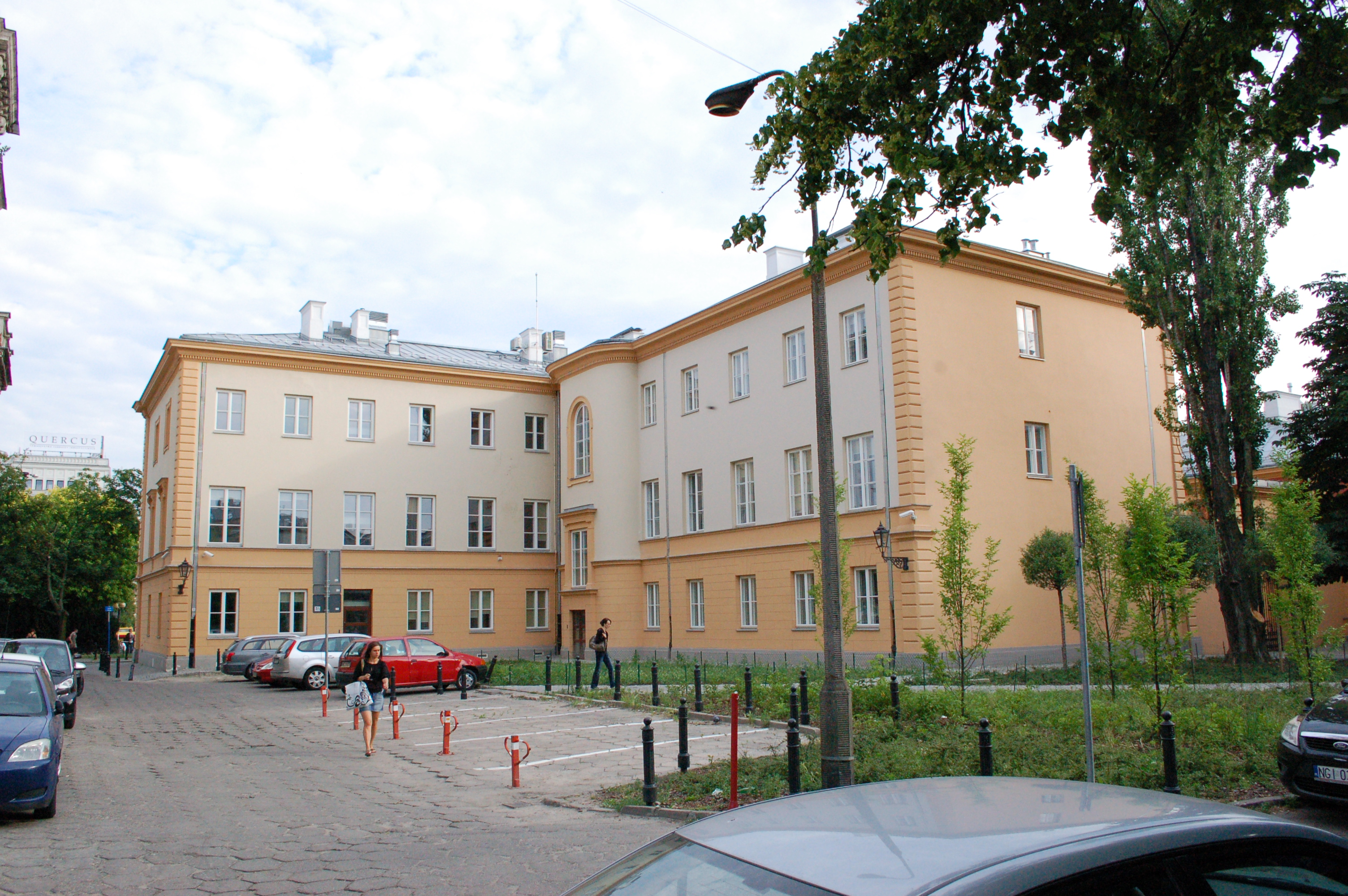
Rückseite des Palastes, Blick von Norden

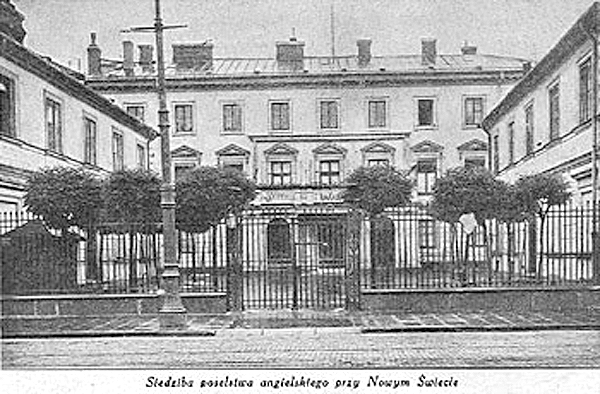
Der Palast als Sitz der britischen Botschaft im Jahr 1924

Der Branicki-Palast ist eine von mehreren nach der Familie Branicki benannten Residenzen in Warschau. Das hier beschriebene Ensemble behandelt einen in der Mitte des 19. Jahrhunderts entstandenen Neorenaissance-Palast mit vorgelagerten Nebengebäuden, in dem sich zwischen den beiden Weltkriegen die britische Botschaft befand und der heute – aufwendig restauriert – Sitz von staatlichen Institutionen ist.

## Lage
Das Gebäudeensemble liegt an der Adresse Ulica Nowy Świat 18/20 im Warschauer Innenstadtdistrikt. Es handelt sich um eine Ecklage mit der Ulica Smolna in unmittelbarer Nähe des Verkehrskreisels Rondo Charles’a de Gaulle’a, der hier die Kreuzung der west-ostwärtigen Hauptverkehrsader Aleje Jerozolimskie mit der verkehrsberuhigten Nowy Świat (Teil des Königstraktes) bildet. Gegenüber dem Branicki-Palais befindet sich an der ul. Nowy Świat 19 der Kossakowski-Palast.

## Geschichte
Die Baugeschichte des Palastes ist nicht eindeutig geklärt. Vermutlich erwarb Józef Mystowski das Grundstück mit einem darauf befindlichen Gebäude im Jahr 1771. Ende des 18. Jahrhunderts gehörte ein hier stehender Palast Marcin Baden, nach ihm wurde er Palais Baden genannt. Über das Aussehen dieses Gebäudes ist nichts bekannt. 1819 gehörte es Konstancja Bilicka und bestand aus einem gemauerten Kernbau und zwei gemauerten vorgelagerten Nebengebäuden an der Frontseite sowie einem Marstall, einer Remise und einem dritten Nebengebäude aus Holz. In den Jahren 1823 bis 1825 wurde der Palast für Wincenty Lewinski umgebaut. Die Leitung dieser Baumaßnahmen soll bei Adolf Gregor Franz Schuch gelegen haben. Nach anderen Angaben war das ursprüngliche Gebäude bereits im Jahr 1812 teilweise abgetragen.
Etwa im Jahr 1852 erwarb die Magnatenfamilie Branicki das Anwesen von Lewinski. Diese ließ den Palast von Henryk Marconi im Stil der Neorenaissance umbauen. Eine 1851 dort vom Altstadtmarkt in den südlichen Pavillon verlegte Apotheke zählt zu den ältesten und schönsten in Polen. Ihre neugotische Inneneinrichtung ist erhalten. Am 1. Januar 1899 wurde der Besitzer von Wilanów, Ksawery Branicki neuer Eigentümer des Ensembles an der Nowy Świat. Er errichtete ab 1899 mehrere Mietshäuser im vormaligen Schlossgarten an der Ulica Smolna. 
In der Zwischenkriegszeit befand sich zunächst die britische Gesandtschaft und nachfolgend auch die britische Botschaft im Palast. Die Ehefrau des britischen Gesandten Sir William Grenfell Max-Muller, Lady Wanda (geb. Heiberg), war allgemein für ihre Schönheit bekannt. Während eines Streiks des Warschauer Reinigungspersonals Anfang der 1930er Jahre fegte sie – zum Erstaunen der Warschauer Passanten – selbst den Innenhof der Palastanlage. Beim Kriegseintritt Englands in den Zweiten Weltkrieg am 3. September 1939 versammelten sich auf dem Botschaftsgelände mehrere Tausend Warschauer.
Der Palast wurde während des Warschauer Aufstandes 1944 von deutschen Einheiten zerstört. Den Wiederaufbau von 1948 bis 1950 leiteten Zygmunt Stępiński und Bolesław Gałązka. In dem wiedererstellten Gebäude wurde unter anderem ein Standesamt eingerichtet. Nach der Wende befanden sich hier eine Zeitlang die Büros der Parteien Samoobrona und Konfederacja Polski Niepodległej. Heute sind die Büros der Denkmalschutzbehörde der Woiwodschaft (polnisch: Wojewódzki Urząd Ochrony Zabytków) im Palast untergebracht. Im Rahmen einer Komplettsanierung des Palastes, der beiden Nebengebäude sowie des angrenzenden Bürgerhauses im Jahr 2010 wurde auch das seit dem Krieg nicht mehr existierende Trenngitter zur ul. Nowy Świat wiederhergestellt.

## Architektur
Der dreigeschossige Kernbau des Palastes hat die Form des spiegelverkehrten Buchstabens L, wobei der nach Osten verlaufende Flügel an der ul. Smolna liegt. Der Frontseite zur ul. Nowy Świat sind die zwei zweigeschossigen Offizine vorgelagert. Die nördliche Offizin ist mit einem Bürgerhaus verbunden, dessen Ausgestaltung zur Palast-Architektur harmoniert. An der nördlichen Toreinfahrt zum Hof des Palastes verfügt dieses Bürgerhaus über einen kleinen Treppenturm. Der durch die zwei vorgelagerten Nebengebäude entstandene kleine Ehrenhof ist mit einem Gitter (inkl. Einfahrt) zur Nowy Świat abgegrenzt. Zwischen dem Palast und den beiden Offizinen gibt es je eine gemauerte Toreinfahrt auf den Hof – im Süden von der ul. Smolna, im Norden von einem heutigen größeren Hinterhof-Areal (mit flachen Bazar- und Gastronomiegebäuden) zwischen ul. Smolna und ul. Foksal. 
Der Palast besaß im 19. Jahrhundert rückwärtig einen großen Barockgarten, der nicht mehr erhalten ist. Nach der Bebauung mit Mietshäusern an der ul. Smolna verblieb nur eine heute als kleiner Parkplatz verwendete Freifläche auf der Rückseite des Palastes. Die beiden Offizine vor dem Palais verfügen in den Innenräumen teilweise noch über gotische Gewölbe.